# Xiong Yang
Xiong Yang (chinois : 熊楊) est le cinquième Vicomte du Chu. Son règne, dont les dates exactes sont inconnues, a lieu au début de la période de la dynastie Zhou (1046–256 av. J.C). 
Xiong Yang est le fils cadet de Xiong Dan, le troisième vicomte et il ne devient le dirigeant du Chu que parce-que son frére ainé Xiong Sheng, le quatrième vicomte, meurt sans descendance 
À sa mort, c'est son fils Xiong Qu qui lui succède.